# 伊斯蘭教與科學
伊斯蘭教與科學的關係是學術界研究和爭論的焦點，穆斯林學者對這個議題未能達成共識。近年的議論已由排斥「危險」的科學發現轉為採用最妥當的方法與現代科學共存。論點遍及完全採納西方的科學方法和示例、完全抵制它們到另闢蹊徑發展伊斯蘭科學，不論是穆斯林和非穆斯林學者都眾議紛紜。
《古蘭經》裡的許多經文都支持學術研究。在伊斯蘭黃金時代，許多人都深信伊斯蘭教與科學不是互相矛盾，反而認為人們更深入認識世界，他們更會驚嘆於真主的創世之舉，使他們更虔誠和心悅誠服地敬拜真主。因此，伊斯蘭世界一度被喻為世上無可匹敵的學術中心，科學家、天文學家、數學家、醫師輩出，科技得以蓬勃發展。

## 歷史
從伊斯蘭教出現直至其興起的逾百年間，阿拉伯人一直沒有科學。社會人類學家羅伯特·布里福稱在伊斯蘭教出現之前的科學並不科學，是基於演繹法，不是一種探求知識的可靠辦法。不過，希臘人、薩珊帝國及阿拉伯部落遺留的原始科學成為伊斯蘭科學奠基的基石。在被穆斯林征服之前的波斯地處印度與歐洲之間，來自西方拜占庭帝國及東方印度河流域文明的各種科學學說滙聚於此。此外，一些希臘學者受到拜占庭帝國的宗教迫害，前往波斯尋求庇護，一些希臘科學著作被翻譯成阿拉伯語，穆斯林採納了這些知識遺產，並迅速融合他們自身掌握的知識，成為後世所說的伊斯蘭科學。
伊斯蘭教相信，先知穆罕默德在公元610年於麥加城外希拉山洞冥想，他聽到真主的聲音指示他誦述祂的訊息。穆罕默德在隨後數年收到天使吉卜利勒（加百列）轉述真主的話語，這些內容在後來經過輯錄成為《古蘭經》，是伊斯蘭律法和習俗的根本依據。基於伊斯蘭律法與習俗發展的科學便是伊斯蘭科學，以區分外來的科學學說及前伊斯蘭時期的原始科學，包括希臘科學和自然哲學。
622年至750年是伊斯蘭科學的成形階段。經過7世紀的征服運動，穆斯林在新建的巴士拉和庫法建立學府。隨著倭馬亞王朝的都城遷至大馬士革，此地成為重要的文化中心。穆斯林學術自650年編寫《古蘭經》開始開展，神學和法學蓬勃發展，各種宗教、文化和哲學運動湧現。為了精簡管治龐大的帝國，哈里發阿卜杜勒-麥立克啟動翻譯運動，把詩書翻譯成阿拉伯語，諸如量地、估稅、公共衛生等與政府收益相關的基礎科學內容亦一併翻譯。在倭馬亞王朝統治期間，行政需求殷切刺激了高階科學論著的大規模翻譯運動，其豐碩成果在阿巴斯王朝於約750年執政時展現。

### 伊斯蘭黃金時代
8世紀至13世紀被稱為伊斯蘭黃金時代，各個科學領域都在這段時期內取得重大進展。水井、地下渠道及水車等農業技術得以保存和改良，新品種的小麥得以播種。穆斯林又從中國引進了造紙術。獨立營運的醫院出現在伊斯蘭世界，又有了醫師這個職業，他們會根據累積了多個世紀的生理和醫學研究開方治病和實施手術。阿拉伯數字的出現使人們可以「用十個基礎符號解構宇宙萬物」，迅即取代了古埃及、古希臘及古羅馬麻煩和混亂的數字系統。學者與科學家輩出，海什木的光學論著對西方科學有深遠的影響，比魯尼對地球體積的量度史無前例地精準，伊本·西那對光、熱、動態及無限等數學和物理概念的貢獻良多。
在13世紀，基督徒的收復失地運動收復了被穆斯林控制的托萊多、塞維利亞、薩拉戈薩及科爾多瓦。在東面，繁華的設拉子、內沙布爾、布哈拉、希瓦、撒馬爾罕及巴格達遭蒙古人夷為平地。旭烈兀在1258年消滅了阿巴斯王朝，黃金時代告終。不過，在此後，許多人才仍在科學領域上有傑出的貢獻，16世紀前的伊斯蘭世界仍偶有偉大的數學家和天文學家（如帖木兒帝國的兀魯伯是有名的天文學家）。

### 中落
神學家安薩里被視為是伊斯蘭科學衰落的罪魁禍首，他認為不應事事皆以理性探求的手法來解讀超越科學範疇的問題。安薩里對因果關係的解釋是，當火焰燃燒棉花時，火光並非火焰所致，而是真主的意志，真主可以隨心所欲地讓火光出現或消失。社會學家托比·哈夫認為安薩里對科學的態度對伊斯蘭文明有非常重大的影響，伊斯蘭科學的衰落主要源自這些宗教哲學的反對聲音。
此外，隨著發現美洲大陸帶來的財富，歐洲的統治者資助科學和技術研究的手筆超越了伊斯蘭世界，使歐洲發展科學的速度遠超其他地方，令其他文化的科學發展看似相對較慢。有專家聚焦於1492年後伊斯蘭文明在經濟方面的衰退導致文化衰落，當歐洲的海路商人在1497年打通了印度洋後，伊斯蘭世界失去了東亞香料和其他商品的壟斷，這使得非常倚賴政府支持的科研無以為繼。

### 奧斯曼帝國、薩非王朝與莫卧兒帝國

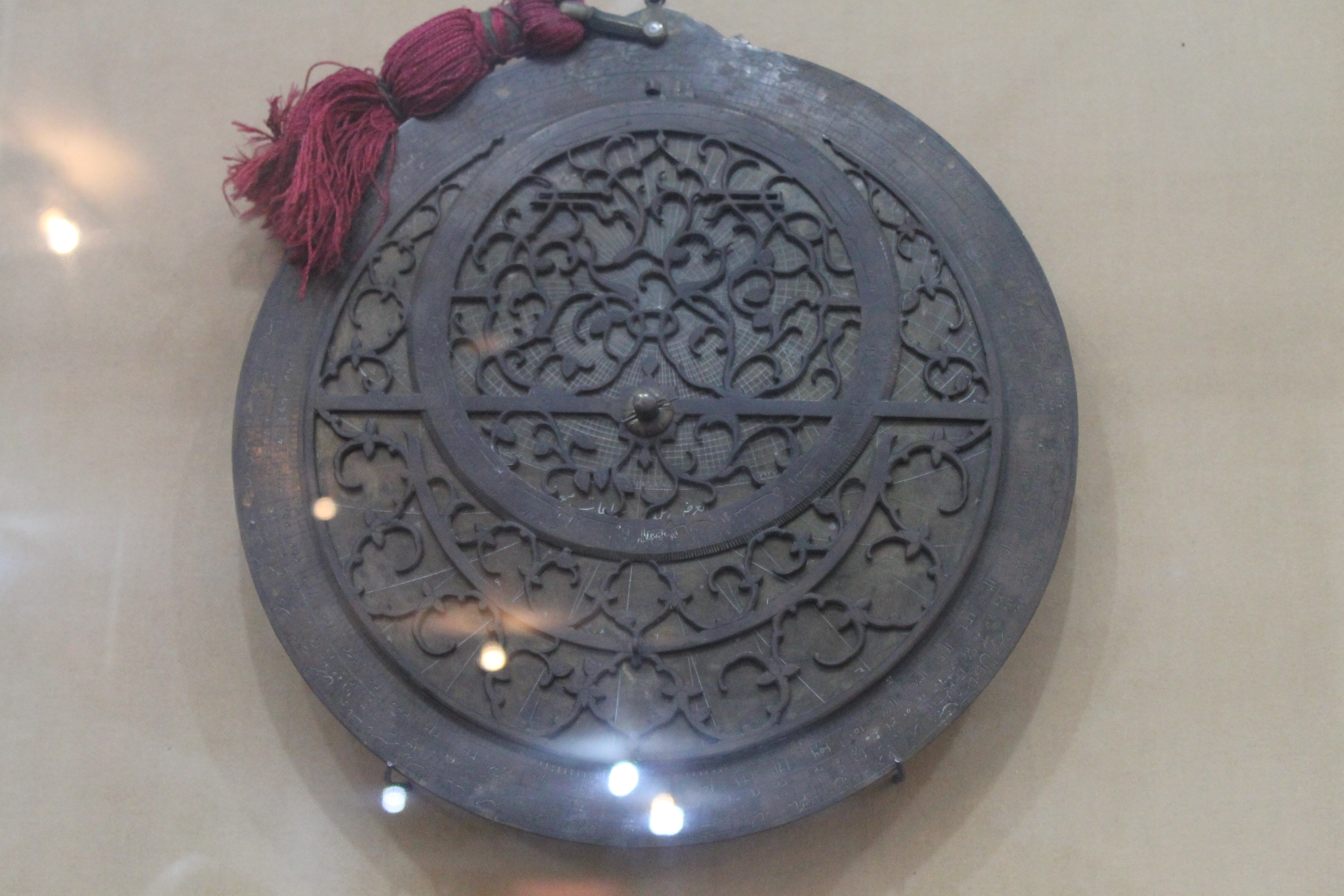
莫卧兒帝國時期的星盤

從16至18世紀，奧斯曼帝國控制的土耳其、薩非王朝的伊朗及莫卧兒帝國的印度是伊斯蘭科學的三大中心。在18世紀初，奧斯曼帝國與中歐和西歐國家在軍事、政治及商貿上的往來頻繁，皇室對歐洲的新事物、文化及社會產生興趣。曾經出訪巴黎的伊爾米塞基扎德·穆罕默德·賽義德帕夏及匈牙利裔的奧斯曼外交官易卜拉欣·穆提費里卡在1726年於伊斯坦布爾成立首家阿拉伯語印刷出版社，以奧斯曼土耳其語出版地理、磁學、軍事改革等書籍。不過，奧斯曼帝國堅守其伊斯蘭及中亞文化和民族、宗教、語言的多樣性。在19世紀前，引自歐洲的科學僅局限在精英之間流傳，沒有在伊斯蘭學校和傳統的教育機構普及，19世紀出現的現代學校亦沒有聚焦於科研。俄土戰爭、克里米亞戰爭、民族主義和分離主義分子的活躍、中央政府的權力弱化及歐洲列強的干預都窒礙了科學發展。
薩非王朝與奧斯曼帝國的鬥爭亦促使薩非王朝加強了他們與歐洲的接觸。與基督教國家結盟不僅可以促進科技發展，改良戰爭裡使用的武器，還令波斯認識到西歐的科學革命。結合傳統的伊斯蘭科學與蒙古統治時期吸納了一些來自中國的科技，波斯的科學不再固步自封。法國旅行家吉恩·夏爾丹記載當時（1670年代）波斯人的引水技術，並稱「世界上沒有人比波斯人更懂如何節水」。他又記述波斯人用野山羊的胃石作為發汗劑，療效顯著，又以阿魏、麝香、龍涎香、罌粟為解毒劑。在阿拔斯一世的統治下，伊斯法罕是中東最繁華昌盛的城市之一，在國家的支持下作出了許多科學貢獻。可是，18世紀初的內憂外亂令薩非王朝的經濟狀況惡化，遍佈全國的叛亂最終導致薩非王朝滅亡。
巴布爾建立的莫卧兒帝國對發展伊斯蘭科學有重大的影響，他的兒子胡馬雍喜好天文學和占星術。不僅資助不少天文學家，他自身也具備大量專門知識。莫卧兒帝國的技術發展主要圍繞在農業和軍事用途，利用土壤、植物培植的知識改良農產品的品質，軍備的開發促進了冶金、化學的發展，開始使用火藥，火箭的研發有顯著的進展。不過，印度的伊斯蘭學者在17世紀轉而專注研究《古蘭經》，皇室對科學的熱忱自第三位皇帝阿克巴後江河日下。

### 現代
19世紀的穆斯林世界正值現代化的勢頭，現代科學的魅力使他們產生了一種要趕上西方的普遍共識。扎根於伊斯蘭教傳統、求學理論和手法的伊斯蘭科學旁落，但一些宗教保守勢力仍支持神創論，試圖在伊斯蘭教的經文典著裡找到所有科學發現的解釋。穆斯林國家強調學習和掌握西方教育體制的重要性，埃及、土耳其和波斯建立的高等教育學校教授高等科學知識。從數學至生物等各門現代科學都可在各級學校學習，一些知名的科學家出自伊斯蘭世界。19世紀後期中東的伊斯蘭思想家試圖把西式科學與伊斯蘭教結合在一起，同時不摒棄社會正宗的伊斯蘭特色。
中東地區在國家的支持下於19世紀至20世紀初經歷高速的現代化進程，在這段時期被稱為納達的復興運動裡，政治精英、知識分子在外國人的協助下引入西方的科學和教育制度，大量的刊物、雜誌和報紙湧現，普及化科學知識，當中許多都著手於解決實際的技術問題，例如制造膠水的方法、痤瘡的療法等。與此同時，一些宗教學者和有宗教背景的科學家堅稱現代科學來自中世紀的伊斯蘭世界。他們認為《古蘭經》既是宗教聖典，亦是說明了自然本質的典籍，隱含奧秘之語解釋現代的科學實證。由於宗教知識分子認為達爾文主義不是科學事實，而是強加於科學的政治意識形態，而且科學及其技術成果已成為知識分子生活的一部分，探討的焦點由原來的科學起源、伊斯蘭教與西方科學的共容性轉向何謂科學與政治。學者穆罕默德·阿庫恩認為，穆斯林未能實際體現現代化的成果。
20世紀和21世紀的穆斯林科學家對現代科學作出了很大的貢獻，例如在埃及出生的法魯克·埃爾-巴茲在美國國家航空航天局工作，為1969年美國的登月任務選址。亞米德·齊威爾因他在飛秒化學方面的貢獻而在1999年奪得諾貝爾化學獎。儘管穆斯林世界自1970年代掀起宗教復興的浪潮，自殖民主義當中解放出來批判西方的唯物主義和堅守伊斯蘭特色，但伊斯蘭教並非與現代科學和技術背道而馳，諸如穆罕默德·伊克巴勒等改革思想家試圖吸收西方社會值得稱道的元素，結合到伊斯蘭教的生活方式當中。

## 《古蘭經》與科學
《古蘭經》並非一部科學論著，但一些現代思想家堅稱它的經文含有科學的解釋和意義，另一些人卻持相反的意見，認為《古蘭經》與任何科學實證沒有任何關連。前者以改信伊斯蘭教的學者莫里斯·比卡耶為首，他提出《古蘭經》具有「科學奇跡」的內容，指出它是所有科學知識的根源，並且可以通過解讀其經文內容發掘，後者以物理學家邁赫迪·戈爾沙尼、穆罕默德·巴西勒·阿泰爾（‪Mohammad Basil Altaie）、布魯諾·吉德爾多尼、尼達爾·格索姆為主。
科學建基於疑問，《古蘭經》的許多經文都支持人們為了探求真理而提問，例如第二章第260節提到「當時，易卜拉欣說：『我的主啊！求你昭示我你怎樣使死人復活。』真主說：『難道你不信嗎？』他說：『不然，（我要求實驗）以便我的心安定。』真主說：『你取四隻鳥，使它們傾向你，然後，在每座山上安置它們中的一部分，然後，你叫喚它們，它們就飛到你的面前來。你當知道真主是萬能的，是至睿的』」。《古蘭經》要求人們要探究自然法則和尋求真理，另一段文提到「你們要觀察天地之間的森羅萬象」，這正是科學家的作風。《古蘭經》有約750節經文與科學相關，比卡耶及一些研究《古蘭經》的研究員指出，《古蘭經》裡沒有一節經文有科學上的弊病。

### 科學奇跡

有學者認為《古蘭經》提及宇宙膨脹論

阿拉伯語伊爾姆（羅馬化：'Ilm）可指知識或科學，伊厄傑茲伊爾米（i'jaz ilmi）可譯作科學奇跡，其中伊爾米（ilmi）是伊爾姆的形容詞變體。一些《古蘭經》評注家察覺到經文內容與科學資料和實據相符，因而能夠證明《古蘭經》的神聖。由於內容的準確度和具體程度在《古蘭經》揭示當時和穆罕默德在世時期都不為人知，故經文必然是源自真主。科學奇跡並非指摩西的手杖變成蛇這種超自然現象，而是指《古蘭經》早已隱含現代科學才可以解釋的種種科學現象。
科學角度評論《古蘭經》以法國醫師比卡耶最廣為人知，他稱自己在《古蘭經》裡找不到錯處，指出現代科學理論可印證它對自然界的描述，而7世紀的人們不可能認識這些科學理論，因此這是「人類難以解釋」。布卡耶在他的著作《聖經、古蘭經與科學》裡列出與科學相關的經文，解釋其含義，並展開討論說明它們與現代科學的理解是相同。埃及作家阿卜杜·拉扎克·納烏法勒（Abd al-Razzaq Nawfal）著有不少談論伊斯蘭教與科學關係的作品，他視《古蘭經》為「永恆不變的奇跡」，又表示它的「科學奇跡在現時已無法否定」，不論在何時出現任何新的知識，《古蘭經》早已有所記載或至少已有所暗示。
《古蘭經》的科學奇跡涉及宇宙創造、天文學、地理、生命起源及繁衍等科學。《古蘭經》提到太陽、地球等天體的形成是宇宙「混沌」通過融合和分離的過程而得，切合科學所指的星雲凝聚和坍縮，它描述的「七重天」亦符合宇宙的觀測結果。宇宙膨脹論在現時是一種成熟的科學理論，通過對宇宙頻譜的觀測，這個理論在物理學獲得依據。它認為紅移導致星系距離的增加，因此宇宙的大小可能正在不斷膨漲，《古蘭經》有經文提及真主所創造的「天」正在擴大，切合這個理論的說法。另外，《古蘭經》對生命起源的說明非常明確，它提到真主「用水創造一切生物」，現代科學數據表明最古老的生物是植物，而稍後出現的動物也是來自海洋。
戈爾沙尼不認同科學奇跡的詮釋，認為這樣會扭曲《古蘭經》作為指引人類之書的角色，變成科學例證的編錄，他指出應直接研究自然界。阿泰爾批評那些主張科學奇跡的學者無法在《古蘭經》說明科學概念，那些與《古蘭經》相符的事物實際上並不科學。吉德爾多尼認為比卡耶的取態「淺薄」，並指這種有害的科學和神學顛覆了「該做的事」。格索姆強調科學解釋和科學奇跡的分別，前者是以現代科學知識說明經文內容，後者是甄別《古蘭經》預示的科學理論和發現，他表示後者的解讀方式「結成骯髒的冰塊」，「經不起客觀和有紊不亂的細究」。

## 聖訓
記錄先知穆罕默德言行的聖訓表明知識和科學是伊斯蘭教的核心文化價值，相關聖訓包括「追求知識和科學是每一位穆斯林的義務」、「追求知識和科學是生死不渝之道」、「學問即使遠在中國，亦當求之」、「科學家和學者是先知真正的繼承者」。「學問即使遠在中國，亦當求之」經常被引用，以論證伊斯蘭教對科學的親和取態。不過，聖訓裡所用的伊爾姆一詞是指學問，固然可指現代認知的科學，但在當時，科學並不被視作一門知識，而是一種哲學猜想、神秘主義或魔法，因此這裡的「學問」亦被解讀成是宗教知識。
不過，學者伊格納茲·戈德齊赫認為穆罕默德曾經向真主禱告免受「無用的科學」荼毒，因此主張「虔誠的穆斯林理應竭力規避科學，因為科學會危害他們的信仰」。儘管戈德齊赫聲稱這則聖訓被廣範引用，但在可靠性較高的《布哈里聖訓實錄》裡找不到相關記載，只在《穆斯林聖訓實錄》找到記錄。另外，另一位學者穆扎法爾·伊克巴爾指出，那則聖訓用了伊爾姆這個詞語，不是戈德齊赫所指的科學，極不可能是指「外來的科學」。
有學者分析穆罕默德的言論，證明他的言論切合科學。舉例說，穆罕默德曾言除非阿拉伯再次變得青山綠水，否則復生日不會到來，科學上通過對阿拉伯半島的分析證明，阿拉伯半島的確曾經是青山綠水之地。美國國家航空航天局的科學家透過衛星照片表示阿拉伯半島的沙漠曾經像歐洲一樣佈滿河流和湖泊。另外，穆罕默德又表示除了衰老，疾病皆可治療，許多科學家都證實衰老是人類最自然的死因，延年益壽引來許多副作用，包括癌症。多人引述聖訓稱穆罕默德指人體有360個關節，儘管科學文獻基於人體年齡和對關節的定義存在分歧而沒有統計關節的數目，但作家扎格盧勒·納賈爾認為他所指的是滑液關節，醫生哈米德·艾哈邁德·哈米德在他的著作裡經詳細計算指出人體關節正好有360個。

## 科學觀
現代伊斯蘭世界對科學的探討有許多互不相同的取態和立場，皆有各自的表述和方案，大致可歸納為三種看法。最普遍的一種觀點認為，現代科學在本質上是中立和客觀，其本身不帶有哲學和意識形態，諸如環境問題、實證主義、唯物主義等與現代科學相關的問題，都可用道德規範和科教的方式解決。第二種觀點抱持知識論的觀點，強調自然科學在社會和歷史上的根源。最後一種觀點採取形而上學解讀科學，提出扎根於宗教的科學觀。

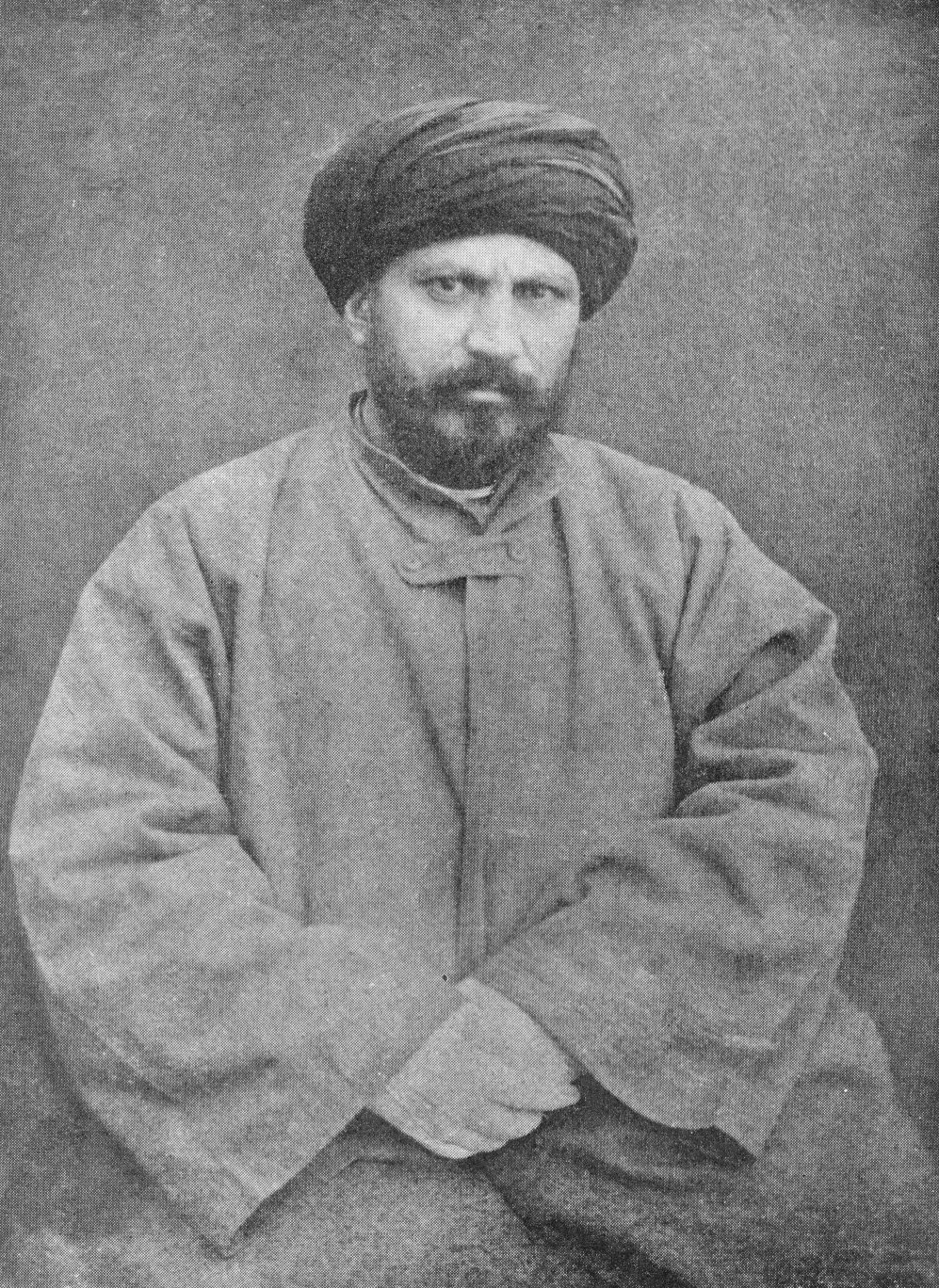
阿富汗尼認為伊斯蘭教支持科學。

倡導中立客觀看待科學的一派以神學家賽義德·努爾西、伊斯蘭思想家賈邁勒丁·阿富汗尼等人為首。努爾西認為自然科學是真主的跡象，因此宗教與科學並不相衝，兩者是同一宗教信仰的兩種表述，思想需要科學的啟迪，心靈需要信仰的啟發。他闡釋穆斯林世界在經濟和軍事上落後於西方是源於穆斯林忽視科學，而這些科學在使西方獲得經濟和軍事優勢的同時，卻使他們失去了信仰、傳統的道德價值和精神，從而陷入悲痛和憂慮，因此科學是中立的。努爾西提倡改革奧斯曼帝國旳教育制度，同時教授化學、物理等現代科學及伊斯蘭科學。東方學者歐內斯特·勒南在公開課上表示早期信奉伊斯蘭教的阿拉伯人沒有科學和哲學精神，又稱伊斯蘭世界的科學和哲學是外來，阿富汗尼反駁稱「穆斯林宗教又何異於其他宗教？」他認為科學不屬於單一文化，它是全世界的遺產，各個民族在不同時期都作出了貢獻，因此他不同意那些指責伊斯蘭教從根本上是反對科學和落後的聲音，反指伊斯蘭教在主流宗教裡最支持科學。
鑑於西方科學的普及，哲學家伊斯梅爾·法魯奇提出「把知識伊斯蘭化」，他認為《古蘭經》提到的一神論應滲入到人類的所有知識裡，並呼籲穆斯林要重新審視伊斯蘭教的認識論，設法把教育伊斯蘭化。英國作家齊亞烏丁·薩達爾和其他人受到法魯奇的啟發，發展出一種新的看法。他同意科學本身是中立的，但人們看待科學的態度卻有世俗與伊斯蘭之分。他認為西方科學只是自然科學，而非科學，是建基於西方知識分子文化，載有西方面貌的載體，不同文化的觀點對宇宙和現實的解讀不同。印度學者扎基·吉爾曼尼（Zaki Kirmani）提出類似的觀點，他指出科學會受到政治文化氣候的影響，當伊斯蘭文明流入歐洲時，科學的社會道德層面沒有被西方社會採納，只保留了技術層面，因此漸漸變得世俗化。
阿富汗尼的觀點受到哲學家賽義德·侯賽因·納斯爾的反對，納斯爾是最早和最堅定地反對把現代科學與伊斯蘭教所認知的知識融合的其中一人。他批評阿富汗尼毫不猶豫地接受了現代科學的話語，視之為是伊斯蘭科學的延續。納斯爾認為現代科學誤入歧途，把所有事物都簡化為物質和數量，令現代人認為一切問題都可以通過科學的進步化解。納斯爾認為科學與宗教不可分割，他和另一位哲學家奧斯曼·巴卡爾強調「伊斯蘭教主要把知識視作拯救靈魂的方式，令人類在今生後世幸福美滿」。穆斯林哲學家賽義德·穆罕默德·納吉布·阿塔斯批評現代科學缺乏遠見，限制了人們認識現實，拒絕承認真主的存在，並認為「真主不是隨著時代變化的奇談和形象」，「而是實在的本身」。

## 現代科學的挑戰
現代科學對宗教世界觀提出了直接的挑戰，包括伊斯蘭教。伊斯蘭教認為對現實的認知不僅基於理性，還著重真主的啟示。關於克隆人、基因工程、器官移植方面的倫理問題及量子力學、現代宇宙論理論的發現引起了伊斯蘭世界的討論。許多穆斯林教法學家及科學家從伊斯蘭教的角度發表了他們的看法。
自多利羊在1997年成功克隆後，許多穆斯林學者都在探討人體克隆的合法性。儘管人體克隆仍然不可行，但它的可能性與這項技術的進步帶來的不良影響令一些穆斯林學者急不及待地發聲。諸如馬希爾·哈紹特等伊斯蘭思想家認為伊斯蘭教對有關的研究「沒有設限」，因為「知識是真主賜予我們的」。其他學者則關注人體克隆對親屬關係的影響，親屬關係是伊斯蘭教法的一個關鍵概念。一些人「不斷然反對克隆」，因為它不像收養一樣「奪人之嫡」。另一些伊斯蘭學者擔憂克隆人導致孩子沒有父親或母親，造成親子關係的缺損，損害伊斯蘭社會，因為它的許多法律，如繼承法及婚姻法都假設孩子是雙親所出。穆斯林反對提取個人的細胞活體，並植入進已移除細胞核的另一個細胞裡，但接受婚內使用體外人工受精技術輔助生育。
穆斯林法學家和學者不反對移植物料和動物器官，但在自體移植上的分歧頗大。伊瑪目阿布·優素福曾經指「使用自己的身體部分並不可恥」，一些人便據此而認為自體移植是可以接受。另一些人則根據伊斯蘭教法稱從身體割離的部分是死物，等同屍體一樣要埋葬，重新利用這些部分是不敬，改變了它們的本質。異種移植的情況更加複雜，一些法學家引用應急豁免的法學原則指這是可行的醫療手段，反對者則指人體是神聖不可侵犯，又認為容許器官移植會把人體變成商品，可致人類滅亡。
20世紀初萌芽的量子力學理論在伊斯蘭世界重新挑起因果關係的討論，許多穆斯林物理學家都同意哥本哈根詮釋。根據這個詮釋，自然界常見現象的出現是因為出現這些現象的概率較高，但許多穆斯林哲學家不承認不確定性原理，他們認為這些恆常出現的現象都是受真主管控，而不是隨機。
伊斯蘭教的傳統觀點認為，宇宙是真主所創，祂有絕對和獨一無二的創造力，宇宙的存續亦是由真主維繫。不過，隨著現代科學的發展，宇宙如何形成的問題開始有一些更成熟的理論出現，如相對論、宇宙大爆炸、宇宙膨脹、虛時間、暗能量等。大部分穆斯林對現代的宇宙生成模型均無異議，並認為大爆炸理論暗示了造物主的存在，與他們的觀點沒有抵觸。可是，縱使一些穆斯林在《古蘭經》找到支持這些理論的證據，但它們仍受到原教旨主義者的反對，如作家安瓦爾·瓊迪指出大爆炸「純屬揣測，沒有任何證據證明」，又指《古蘭經》不接受這樣的揣測，特別是在宇宙生成的議題上。
查爾斯·達爾文在1859年出版的《物種起源》推論人類的祖先是猿類，當代科學家約翰·威廉·杜雷伯認為達爾文的觀點與穆斯林同出一徹，並指出基督教描述了亞當的理想世界鋪墊人類的墮落，於是才有「拯救世人」的說法，因此基督教的學說往往把人類的起源追溯至遙遠到無法觸及的時代，顯得十分被動，而穆斯林的演化理論就聲稱人類是由低等生物長時間演化成當今的模樣。伊朗教士穆罕默德·貝赫什提及穆罕默德-賈瓦德·巴霍納爾引述《古蘭經》稱不論所有生命是否都是演化而來，他們都是真主的跡象，兩人皆同意證據偏向支持物種演化。扎基爾·奈克、賽義德·侯賽因·納斯爾、奧斯曼·巴卡爾等穆斯林學者則予以反對，他們指出演化論僅僅是理論，並指出這個理論有缺失，並且由形而上學的角度提出批評，認同新柏拉圖主義的主張稱事物是永恆不變，「生物也具有不可改變性」。

## 腳註
網頁
1. ↑  Zin Eddine Dadach. . ResearchGate.   [2021-12-31]. （原始内容存档于2021-12-31） （英语）.

引用
1. ↑  Unal（2007年），第1-2页
2. ↑  Ganchy（2009年），第6页
3. ↑  Humayun（2010年），第33页
4. ↑  達拉勒（2015年），第215-226、266页
5. ↑  Ahmad（2011年），第125页
6. ↑  Al-Hassan（2001年），第27-33页
7. ↑  Ganchy（2009年），第4页
8. ↑  Grant（2007年），第69页
9. ↑  Laet（1994年），第317页
10. ↑  Rippin（2013年），第290页
11. ↑  Kovacs（2016年），第25页
12. ↑  Cooper & Yue（2008年），第215页
13. ↑  Rao（1995年），第19-20页
14. ↑  Shaver（2018年），第25-26页
15. ↑  Livingston（2017年），第7页
16. ↑  Iqbal（2009年），第256页
17. ↑  Glick，Livesey & Wallis（2017年），第195页
18. ↑  Brown（2012年），第162-163页
19. ↑  McClellan & Dorn（2006年），第115页
20. ↑  Marcinkowski（2009年），第138页
21. ↑  Agoston & Masters（2008年），第506-511页
22. ↑  Jackson & Lockhart（1986年），第581-609页
23. ↑  Campo（2009年），第598页
24. ↑  Blake（2016年），第114页
25. ↑  Al-Hassan（2001年），第594页
26. ↑  Campbell（2014年），第415页
27. ↑  Lyons（2014年），第74页
28. ↑  Akhter（2009年），第35页
29. ↑  Susser & Atlas（2017年），第3页
30. ↑  Haag，Peterson & Spezio（2012年），第53-54页
31. ↑  Vahdat（2015年），第246页
32. ↑  Ganchy（2009年），第48页
33. ↑  Curtis（2010年），第xxxiv页
34. ↑  Grenville（2005年），第938页
35. ↑  Khalīl（1995年），第42-57页
36. ↑  Deniz & Borgerding（2018年），第299页
37. ↑  Daneshgar & Saleh（2016年），第348页
38. ↑  Leaman（2005年），第571-572页
39. ↑  Çakmak（2017年），第683页
40. ↑  Daneshgar，Riddell & Rippin（2016年），第230-231页
41. ↑  Ansari（2001年），第91-104页
42. ↑  Bucaille（2019年），第81-150页
43. ↑  Daneshgar & Saleh（2016年），第348-349页
44. ↑  Dhaouadi（2014年），第22-42页
45. ↑  Zubaida（2010年），第25页
46. ↑  Iqbal（2009年），第84页
47. ↑  Yusof，Mohamad & Hassan（2018年），第97-103页
48. ↑  Kalin（2002年），第47-48页
49. 1 2  卡林（2020年），第82-88页
50. ↑  Nursi（2005年），第xx页
51. ↑  Vicini（2019年），第136页
52. ↑  Iqbal（2009年），第82页
53. ↑  Malick（2005年），第70页
54. ↑  Rippin（2013年），第315页
55. ↑  Iqbal（2017年），第xv-xvi页
56. ↑  Rafiabadi（2007年），第690-692页
57. ↑  Joseph & Naǧmābādī（2003年），第362页
58. ↑  Iqbal（2009年），第212页
59. ↑  Clayton，Simpson & Simpson（2006年），第74页
60. ↑  Sachedina（2009年），第200页
61. ↑  Hester（2006年），第209页
62. ↑  Beck & Worden（2002年），第28页
63. ↑  Çakmak（2017年），第1197页
64. ↑  Haag，Peterson & Spezio（2012年），第188页
65. ↑  Guessoum（2011年），第188、202页
66. ↑  Ayduz & Dagli（2014年），第153页
67. ↑  Guessoum（2011年），第104-105页
68. ↑  Shanavas（2010年），第107-108页
69. ↑  Varisco（2018年），第14-39页
70. ↑  Malik（2021年），第114页